# CR球界王
『CR球界王』（-きゅうかいきんぐ）は、1994年にソフィアが開発し西陣が発売した、野球をモチーフとしたデジパチタイプのパチンコ。
この項目では、1993年に発売された現金機の『球界王』と、2007年に発売された『CR球界王』（-きゅうかいおう）についても扱う。

## 概要
先行の現金機版は連チャン性のないノーマル機。後のCR版もCR花満開（1993年）の過激さから一転して、比較的おだやかなゲーム性を持っていた。現金機版とCR版では、図柄の数やリーチのチャンスアップなどが異なっている。
左右の「3、5、7」と、現金機版の左の「1、9」には小さなボールが付いている。このボールが左右両方に停止すると、中図柄に「HIT」と書かれたボール図柄のリーチとなる。このため「3、5、7」のリーチはボール図柄とのダブルリーチとなり、さらにCR版ではどちらで揃っても確変となる。ただし左右の図柄が違う場合は、ボール図柄が揃っても確変とはならない。
大当たり中はBGMとして「狙いうち」（山本リンダ）がPSG音源で流れる。

## リーチ演出
リーチ中の演出は、リーチ図柄が絡んでいるかどうかで変化する。ボール図柄が止まると大当たりになる場合（ダブルリーチを含む）は、マウンド周辺に移動して選手が現れる。それ以外の場合は画面中央にボールが現れ、中図柄が立体的に変動する。
どちらのリーチもチャンスアップは共通だが、現金機版とCR版で異なっている。現金機版では選手の数によって期待度が変わり、CR版ではリーチ図柄の1コマ手前から低速になると期待度が上昇する。
CR版の高確率時は、確変図柄のリーチの場合は通常時と同じ演出だが、通常図柄の場合は無演出のまま停止する。

## スペック
球界王
- 大当たり確率：1/220
- 賞球数：7&15
- ラウンド：16ラウンド、10カウント（29秒開放）
- 大当たり図柄：33通り
  - 「0～9、A〜H」のぞろ目、および左図柄が「1、3、5、7、9」かつ右図柄が「3、5、7」で中図柄が「ボール」。
  - ハズレ図柄として、右図柄に「赤いヘルメット」が2つ、中図柄に「バット」「グローブ」「青いヘルメット」が存在する。

CR球界王EX、CR三冠王EX（セル替え機種）
- 大当たり確率（カッコ内は高確率）
  - 設定1：1/286（1/81.7）
  - 設定2：1/303（1/67.3）
  - 設定3：1/320（1/53.3）
- 確変割合：32%（2回ループ）
- 賞球数：5&10&15
- ラウンド：14ラウンド、10カウント（29秒開放）
- 大当たり図柄：25通り
  - 「0～9、A〜D、ヘルメット、グローブ」のぞろ目、および左右が「3、5、7」で中図柄が「ボール」。
  - ハズレ図柄として、中図柄に「バット」が存在する。
- 確変図柄：8通り
  - 「1、3、5、7、9」のぞろ目、および左右が「3、5、7」のうち同じ図柄で中図柄が「ボール」。

## 関連商品
- 『西陣パチンコ物語』（ケイエスエス、1995年6月23日、スーパーファミコン用ゲームソフト）
- 『西陣パチンコ三昧第一巻』（ケイエスエス、1997年3月28日、WindowsPC用ゲームソフト）
- 『パチンコ・サウンド・トラックス～花満伝説、パチンピック～』（日本クラウン、1999年3月18日、CRCP-20211）

## 2007年版
3種類のスペックが存在するが、いずれも確変突入率80%・出玉なしの通常ありという、いわゆる「バトルスペック」となっている。
また演出中には、デーブ大久保、定岡正二、パンチ佐藤が登場する。

### スペック
CR球界王ZTB
- 大当たり確率：低確率 1/398.5 → 高確率 1/44.3
- 賞球数：3&10&13
- 確変割合：80%
- 時短：100回
- ラウンド：2・5・15ラウンド、8カウント（2ラウンドは短開放）
- 大当たり内訳
  - ヘソ入賞時：15R確変 46%、5R確変 27%、2R確変 7%、2R通常 20%
  - 電チュー入賞時：15R確変 73%、2R確変 7%、2R通常 20%

CR球界王XTB
- 大当たり確率：低確率 1/329.8 → 高確率 1/45.5
- 賞球数：3&10&13
- 確変割合：80%
- 時短：100回
- ラウンド：2・5・15ラウンド、7カウント（2ラウンドは短開放）
- 大当たり内訳
  - ヘソ入賞時：15R確変 28%、5R確変 40%、2R確変 12%、2R通常 20%
  - 電チュー入賞時：15R確変 68%、2R確変 12%、2R通常 20%

CR球界王GLB
- 大当たり確率：低確率 1/98.5 → 高確率 1/9.9
- 賞球数：3&10&13
- 確変割合：80%
- 時短：10回
- ラウンド：2・4・8ラウンド、7カウント（2ラウンドは短開放）
- 大当たり内訳：8R確変 14%、4R確変 54%、2R確変 12%、2R通常 20%